# Never Before
Never Before – utwór brytyjskiego zespołu rockowego Deep Purple, który ukazał się na płycie Machine Head w roku 1972.
Był to jedyny singiel oprócz „Smoke on the Water” ze strony B albumu. Na stronie B singla znalazł się utwór „When a Blind Man Cries”, co było wielkim zaskoczeniem dla fanów zespołu, biorąc pod uwagę, że na albumie były jeszcze takie hity jak „Lazy”, „Space Truckin'” czy „Highway Star”.
Promo video utworu „Never Before” wyprodukowano w roku 1972 i było to jedyne wideo Deep Purple z lat 70. Singlowa wersja to edytowana (skrócona do 3:30) wersja utworu znajdującego się na albumie.

## Wykonania koncertowe
„Never Before” rzadko był wykonywany na koncertach. Jedyny znany zapis „live” ukazał się na płycie Deep Purple in Concert; został zarejestrowany w tym samym czasie kiedy wydawano singiel, mniej więcej tydzień przed wydaniem albumu Machine Head.
Deep Purple wykonał „Never Before” podczas tournée w roku 2004, kiedy zagrali wszystkie utwory z albumu Machine Head.

## Wykonawcy
- Ian Gillan – śpiew
- Ritchie Blackmore – gitara
- Roger Glover – gitara basowa
- Jon Lord – instrumenty klawiszowe
- Ian Paice – perkusja